# 茱莉·霍曼
茱莉·霍曼（丹麥語：Julie Houmann，1979年11月22日—），丹麦女子羽毛球運動員，擅長雙打項目。

## 簡歷
2012年，霍曼參加在瑞典卡爾斯克魯納舉行的歐洲羽毛球錦標賽，夥拍马德斯·皮勒尔·科尔丁躋身混雙比賽決賽。
2013年8月，霍曼參加中國廣州舉行的世界羽毛球錦標賽，與安德斯·克里斯蒂安森以13號種子身分出戰混合雙打項目，他們在首圈輪空，但在第二圈就以0比2（7-21、19-21）不敵日本的早川賢一/松友美佐紀出局。

## 主要比賽成績
只列出曾進入準決賽的國際賽事成績：
| 年份   | 賽事                       | 公開賽級別 | 項目     | 拍檔                     | 成績   |
| ------ | -------------------------- | ---------- | -------- | ------------------------ | ------ |
| 2010年 | 荷蘭羽毛球國際賽           | 國際挑戰賽 | 混合雙打 | 克里斯蒂安·约翰·斯科夫高 | 亞軍   |
| 2010年 | 土耳其羽毛球國際賽         | 國際系列賽 | 混合雙打 | 马德斯·皮勒尔·科尔丁     | 冠軍   |
| 2011年 | 奧地利羽毛球國際挑戰賽     | 國際挑戰賽 | 混合雙打 | 马德斯·皮勒尔·科尔丁     | 亞軍   |
| 2011年 | 荷蘭羽毛球國際賽           | 國際挑戰賽 | 混合雙打 | 马德斯·皮勒尔·科尔丁     | 準決賽 |
| 2011年 | 丹麥羽毛球國際賽           | 國際挑戰賽 | 混合雙打 | 马德斯·皮勒尔·科尔丁     | 冠軍   |
| 2011年 | 比利時羽毛球國際賽         | 國際挑戰賽 | 混合雙打 | 马德斯·皮勒尔·科尔丁     | 準決賽 |
| 2012年 | 瑞典斯德哥爾摩羽毛球國際賽 | 國際挑戰賽 | 混合雙打 | 马德斯·皮勒尔·科尔丁     | 亞軍   |
| 2012年 | 歐洲羽毛球錦標賽           | 其他       | 混合雙打 | 马德斯·皮勒尔·科尔丁     | 亞軍   |
| 2012年 | 丹麥羽毛球國際賽           | 國際挑戰賽 | 混合雙打 | 马德斯·皮勒尔·科尔丁     | 冠軍   |
| 2012年 | 碧特博格羽毛球黃金大獎賽   | 黃金大獎賽 | 混合雙打 | 安德斯·克里斯蒂安森      | 冠軍   |
| 2012年 | 蘇格蘭羽毛球國際賽         | 國際挑戰賽 | 混合雙打 | 安德斯·克里斯蒂安森      | 準決賽 |
| 2013年 | 德國羽毛球黃金大獎賽       | 黃金大獎賽 | 混合雙打 | 安德斯·克里斯蒂安森      | 亞軍   |
| 2014年 | 歐洲羽毛球錦標賽           | 其他       | 混合雙打 | 安德斯·克里斯蒂安森      | 準決賽 |

| 2007-2017年 | 首要超級賽 | 超級賽 | 黃金大獎賽 | 大獎賽 | 國際挑戰賽 | 國際系列賽 | 未來系列賽 | 其他 |

### 奧運會和世錦賽參賽紀錄
|          | 搭檔                 | 2011 | 2012 | 2013 | 2014 |
| -------- | -------------------- | ---- | ---- | ---- | ---- |
| 混合雙打 | 马德斯·皮勒尔·科尔丁 | 32強 | －   | －   | －   |
| 混合雙打 | 安德斯·克里斯蒂安森  | －   | －   | 32強 | 16強 |